# Горки (Ненашкинское сельское поселение)
Горки — деревня в Клепиковском районе Рязанской области. Входит в состав Ненашкинского сельского поселения.

## География
Находится в северной части Рязанской области на расстоянии приблизительно 10 км на северо-запад по прямой от районного центра города Спас-Клепики.

## История
В 1859 году здесь (тогда деревня Егорьевского уезда Рязанской губернии) было учтено 19 дворов.

## Население
Численность населения: 160 человек (1859 год), 1 в 2002 году (русские 100 %), 2 в 2010.